# Chocolat (clown)
Chocolat, pseudonimo di Rafael (Raphaël) Padilla (L'Avana, 1868? – Bordeaux, 4 novembre 1917), è stato un circense francese, di origine afro-cubana e specializzato come clown.
Considerato un talento di prim'ordine dai critici teatrali dell'epoca, insieme a George Foottit compose il sodalizio artistico circense più popolare della Belle Époque parigina, che innovò lo spettacolo dei clown inventando il genere della "commedia clownesca". Chocolat è anche il primo clown di cui si ricordi un'attività di clownterapia, in collaborazione con alcuni ospedali parigini.
Dimenticato per diversi decenni, Rafael Padilla viene oggi ricordato come il primo clown nero della Storia e il primo artista nero in Francia.

## Biografia

### Comprato a 10 anni

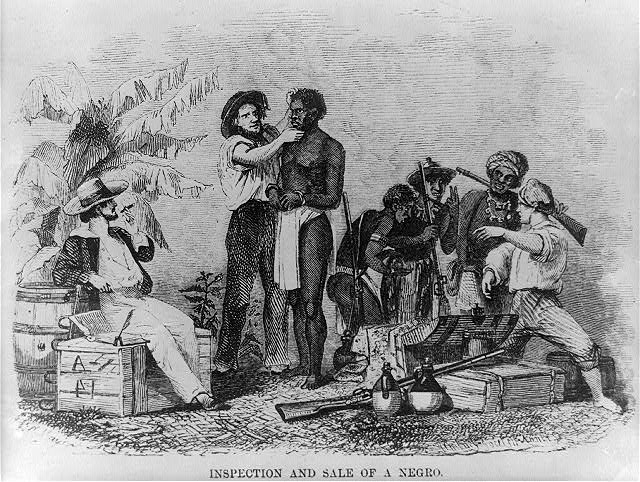
Ispezione e compravendita di schiavi africani nel 1854.

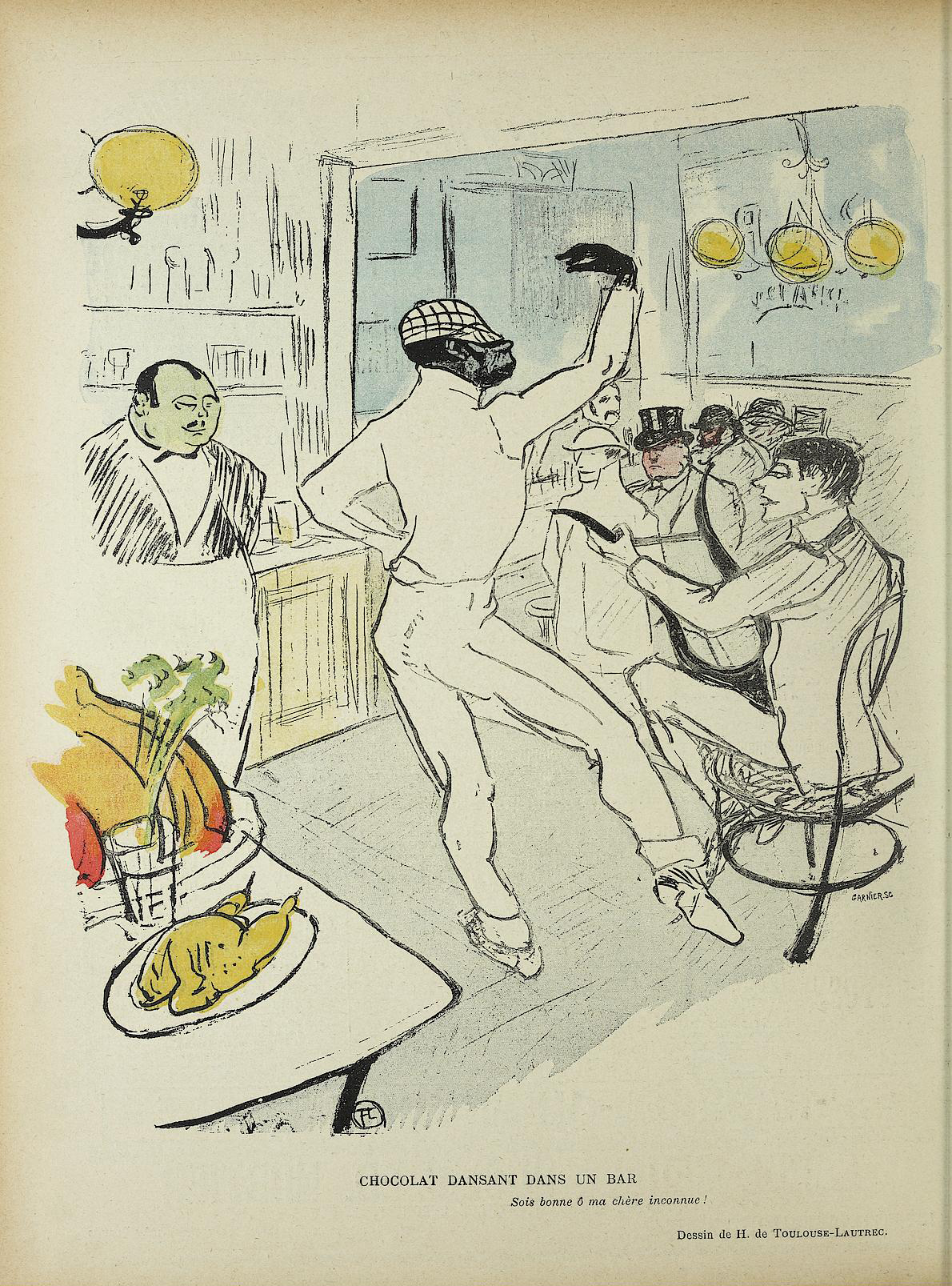
Chocolat mentre danza in un bar, disegno di Henri de Toulouse-Lautrec per il settimanale umoristico "Le Rire"

Rafael era figlio di una famiglia africana ridotta in schiavitù a Cuba. Il luogo e la data di nascita quindi non sono noti con esattezza, perché non si usava registrare né la data di nascita né il battesimo degli schiavi; inoltre, in quanto famiglia di schiavi, quella di Rafael non aveva un cognome: quando morì i necrologi esitano fra « Raphaël Patodos », ricostruzione del collega George Foottit, De Leios e infine Padilla: quest'ultimo sembra essere stato il cognome della sua prima padrona, Caridad Padilla, che lo acquistò a L'Avana all'età di 10 anni.
I suoi genitori scapparono dalla piantagione in cui lavoravano nel 1878. Pare che sia rimasto orfano a 8 anni e che sia stato affidato a una signora in un quartiere poverissimo dell'Avana. Lei però lo vendette per 18 once d'oro a Caridad Padilla, moglie di Don Patricio Castaño Capetillo, commerciante di legna e zucchero, che lo portò con sé a Sopuerta, vicino a Bilbao.
Nella villa dei Castaños, Rafael venne sottoposto a bagni "sbiancanti" con spazzole per cavalli. Nel 1882 scappò quindi dalla villa: rimane traccia di un annuncio "Se busca sirviente negro propiedad de la familia de Patricio Castaño".
Rafael rimase nei paraggi di Bilbao, dove iniziò a lavorare come minatore, scaricatore di porto, fattorino, cantante di strada.
Nel frattempo, la schiavitù iniziava a essere abolita in diversi paesi: a Cuba sarebbe stata abolita nel 1886.

### Arrivo a Parigi
A Bilbao assistette a uno spettacolo del clown inglese Joseph Thomas "Tony" Grice e ne rimase affascinato. Secondo la ricostruzione di George Foottit, Rafael si presentò a Grice offrendosi come aiutante, facendosi notare per la sua forza fisica e per il suo talento nella danza. Dopo averlo assunto come tuttofare, Grice imbastì effettivamente uno spettacolo insieme a Rafael, in previsione del suo rientro in Francia: il quotidiano Le Figaro pubblicizzò il rientro di Tony Grice "insieme al suo negro, alla sua scimmia e al suo maiale.
Durante il sodalizio artistico con Grice, prese il nome d'arte di "Clown Chocolat". Il duo Tony Grice-Chocolat iniziò a esibirsi al "Nouveau Cirque" di Parigi dal 1886, in un periodo storico in cui l'intrattenimento diventa una sorta di industria.
Nel 1888 i due litigarono e ruppero il sodalizio, dunque Chocolat iniziò a lavorare da solo; ottenne un successo personale nelle pantomime Le nozze di Chocolat ("La Noce de Chocolat"), Parigi al galoppo ("Paris au galop"), I 28 giorni di Chocolat ("Les 28 jours de Chocolat"). 
In particolare  "La Noce de Chocolat" fu un successo eccezionale e venne ricordata a distanza di più di 40 anni da Jean Cocteau e André Legrand-Chabrier . 

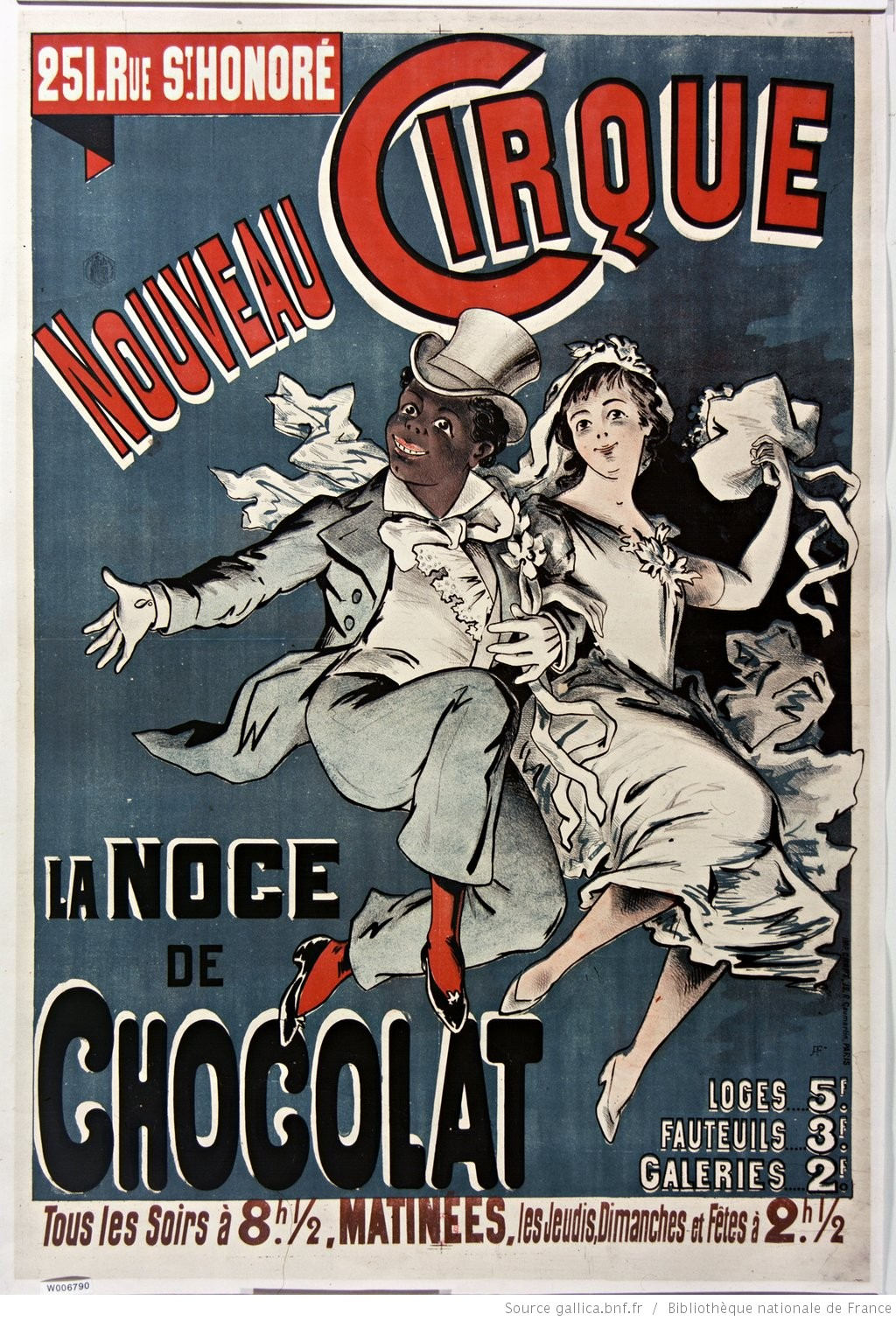
Locandina dello spettacolo "La Noce de Chocolat" al Nouveau-Cirque, 1888

In questo periodo, arrivò a eclissare Tony Grice e venne celebrato dai quotidiani Le Figaro e Gil Blas. Lavorò con diversi altri clown: Pierantoni, Saltamontes, Kestern e Gerónimo Medrano, fondatore del circo Medrano.
Fu in questo periodo che conobbe la donna della sua vita, Marie Hecquet, all'epoca sposata Grimaldi. Nel 1895, il marito di Marie, Enrico Grimaldi presentò istanza di divorzio accusando la moglie di adulterio e abbandono del tetto coniugale. Rafael e Marie iniziarono a vivere insieme e diventarono una delle prime coppie miste nella storia francese. Tuttavia, non poterono mai sposarsi legalmente, perché Marie aveva divorziato con colpa di adulterio, quindi non le era consentito di sposare il suo "complice", e secondariamente perché Rafael non possedeva uno stato civile: egli rimase infatti senza documenti, e senza cognome, fino alla morte. Oggi gli storici pensano che i due figli Eugène e Suzanne, pur portando il cognome Grimaldi, fossero in realtà figli di Rafael. In ogni modo, essi furono adottati dalla comunità circense come "Chocolat fils" e "petite Chocolat", mentre Marie Hecquet fu soprannominata "Madame Chocolat". Dopo la morte di Rafael, Marie chiederà di essere seppellita come Vedova Chocolat ("Veuve Chocolat"), ma un anonimo funzionario depennerà questa dicitura, preferendo Divorziata Grimaldi("Divorcée Grimaldi") .

### Il sodalizio con George Foottit

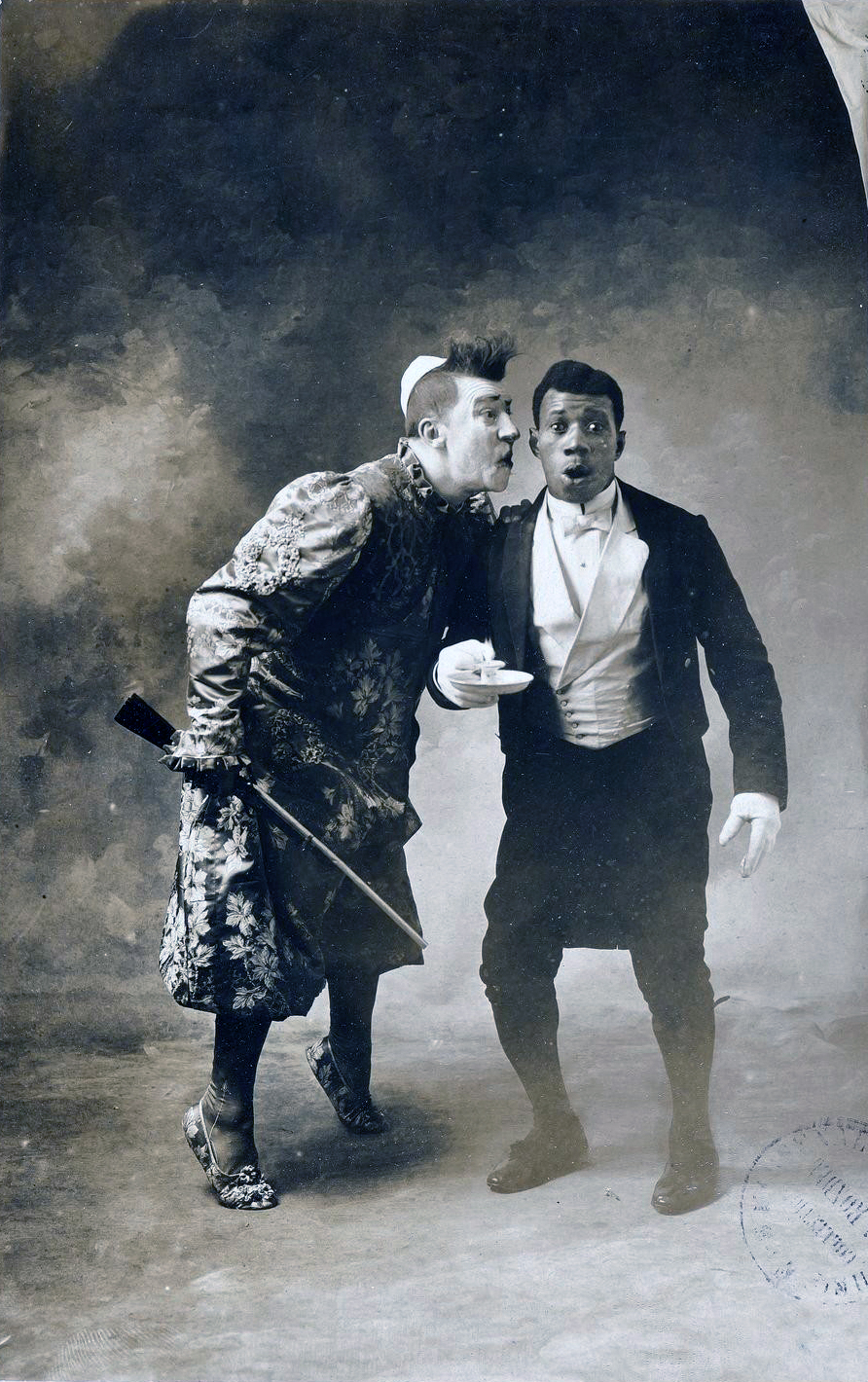
George Foottit e Chocolat

Chocolat veniva associato sempre più spesso a George Foottit, con discreto successo, tanto che la direzione del "Nouveau Cirque" si convince a formare un nuovo duo: Foottit avrebbe recitato la parte del pagliaccio bianco, autoritario, severo, preciso, mentre Chocolat la parte dell' augusto, stralunato, incapace e pasticcione.
Risultò la coppia più in auge di fine secolo, innovatrice e iniziatrice di un nuovo genere clownesco, la "commedia clownesca" basato appunto sull'associazione fra clown bianco e augusto, che fino a quel momento non erano mai stati visti insieme.
In tutti gli sketch, Foottit schiaffeggia e picchia Chocolat, il quale tenta di restituire i colpi. Questa costante sarà sia all'origine del loro successo che del loro declino.

### Una nuova sensibilità verso i neri

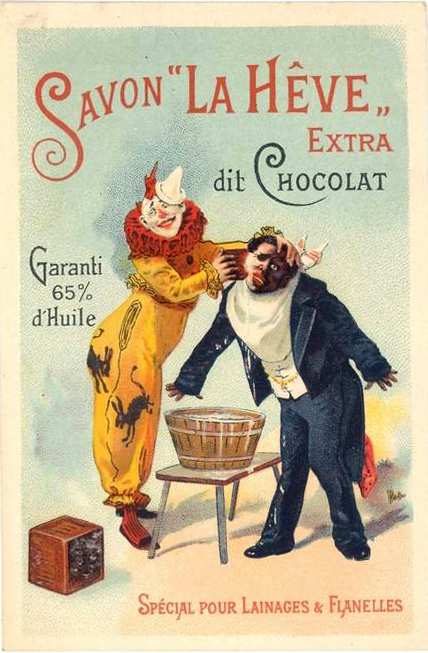
Pubblicità di un sapone con George Foottit e Chocolat

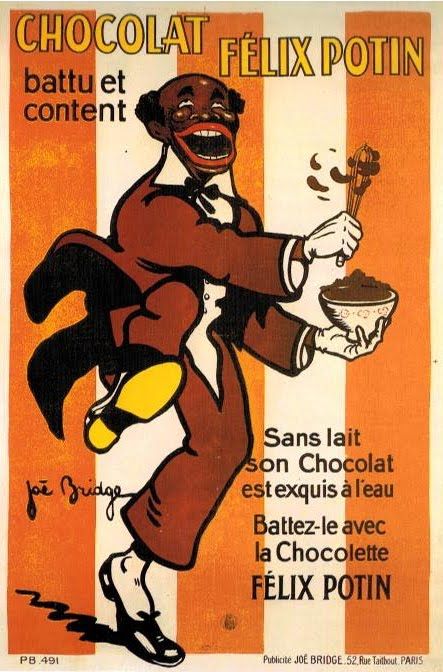
Pubblicità di Félix Potin, ca. 1922. Mette in scena Chocolat con tratti scimmieschi veicolando lo stereotipo del "negro battuto e contento"

Secondo lo storico Gérard Noiriel, l'atteggiamento del pubblico verso Chocolat cambiò a causa dell'Affaire Dreyfus, che aveva sconvolto l'opinione politica francese tra il 1894 e il 1906. Mentre prendeva progressivamente coscienza del suo antisemitismo, la società francese iniziava a interrogarsi sulla discriminazione e sul colonialismo.
Se fino alla fine dell'Ottocento, l'uomo Rafael dietro alla maschera del clown Chocolat era stato  ignorato, con l'inizio del nuovo secolo, Rafael iniziò a essere intervistato dalla stampa di critica letteraria e teatrale. In particolare Le Figaro nel 1902 pubblicò un servizio in cui era intervistato insieme alla sua famiglia; il giornalista sottolineava l'amore che traspariva nella loro casa.
Questa maggiore sensibilità ebbe come conseguenza il fatto che gli sketch in cui Foottit picchiava Chocolat smisero di far ridere. Quindi, nell'agosto del 1905, la nuova direzione del "Nouveau Cirque" congedò Foottit e Chocolat e non rinnovò il loro contratto.
Che i loro sketch avessero assunto una colorazione politica è evidente in un articolo del 5 novembre 1905 degli Annales politiques et littéraires dove si argomentava che Foottit aveva "inventato" Chocolat e che gli schiaffi che gli dava hanno fatto "la sua fortuna".
Senza più ingaggi, Rafael precipitò rapidamente nella povertà. Nel 1906 Le Figaro lanciò un appello in favore di Chocolat "ridotto in miseria": i sottoscrittori raccolsero più di 1000 franchi, che vennero inviati al clown.
Foottit e Chocolat tornarono a recitare insieme nel 1906, questa volta anche con i due figli di Chocolat, Eugène e Suzanne.
Nel 1909 sono di nuovo al Nouveau-Cirque con lo spettacolo "Chocolat aviateur" di Henry Moreau.

### Clownterapia
Nel 1908, su richiesta di Pierre Riffard, allora presidente di un'associazione di educazione scolastica, Chocolat iniziò a fare visita vestito da clown ai bambini malati negli ospedali di Parigi.
Nel 1910 sua figlia Suzanne si ammalò di tubercolosi e venne ricoverata. Chocolat insieme a Foottit e altri artisti iniziò a frequentare regolarmente gli ospedali parigini "Hérold" e "Tenon". 
Per questa attività di clownterapia ante-litteram, ricevette la medaglia d'onore e fu celebrato da tutta la stampa.

### Il declino

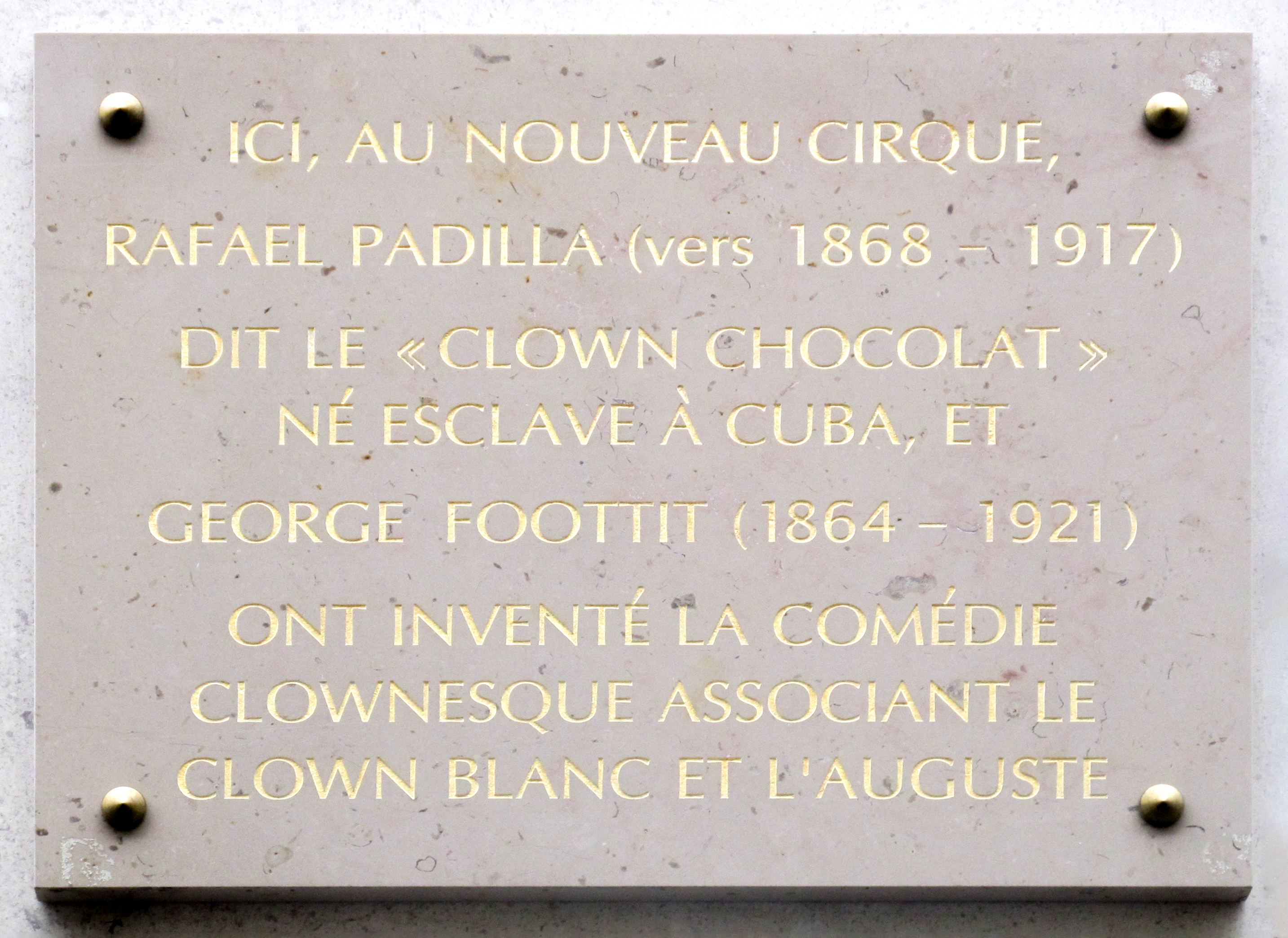
Placca commemorativa all'ex Nouveau-Cirque

Nel 1910, mentre interpretava con Chocolat una parodia dell'Amleto di Shakespeare, Foottit venne scritturato da André Antoine per interpretare il fool di Romeo e Giulietta in una vera rappresentazione di William Shakespeare al Teatro dell'Odéon. I due annunciarono la loro separazione sulla scena: 
()
Nel 1911, anche Chocolat ricevette un ingaggio per recitare nell'opera "Moïse" di Edmond Guiraud, al teatro Antoine. Tuttavia, essendo illetterato e parlando creolo haitiano, non riusciva a padroneggiare sufficientemente bene la lingua francese, e lo spettacolo fu giudicato un fiasco.
Negli anni successivi, lavorò al "Circo Medrano" che però vedeva la concorrenza del nascente cinema e dello sport. Gli sketch dei clown diventavano intermezzi al cinema.
Nel 1913 la figlia Suzanne moriva di tubercolosi. Chocolat cadde in depressione e sviluppò una dipendenza dall'alcol.
Lasciò Parigi e tornò a lavorare in un circo ambulante. I due non si rivedranno mai più. 
Chocolat morì a Bordeaux nel 1917, apparentemente dimenticato. Tuttavia, diversi giornali annunciarono la sua morte. In particolare l'"Excelsior" chiese a Foottit di scrivere un ricordo di lui: Foottit gli dedicò un commosso necrologio, dove ricostruì la sua vita in brevi cenni. 
Fu con la sua morte che si pose il problema del suo inesistente cognome. Foottit nel necrologio mostra di non ricordarlo (azzarda "Patodos"). Fu un impiegato comunale gli attribuì allora il cognome Padilla.
Venne seppellito in una fossa comune a Bordeaux.

## Nella cultura
I fratelli Lumière filmarono il duo in diversi sketch, come La chaise à bascule e Guglielmo Tell.
Venne ritratto da Henri de Toulouse-Lautrec. 
Le prime pubblicità industriali fecero ricorso alla celebrità di Foottit e Chocolat, sfruttando lo stereotipo del nero sporco e del negro battuto e contento.
L'espressione popolare francese être chocolat "farsi fregare, essere fregato" (lett. essere cioccolato) deriverebbe dagli sketch con Chocolat 
È citato da Adrien Barrère in una caricatura politica del settimanale Le Rire del 22 febbraio 1913: Georges Clemenceau è raffigurato come "Footit" con una frusta in mano, mentre Jules Pams è rappresentato con un frac rosso
È citato nel romanzo "Gigi" di Colette.
Fu ricordato da Jean Cocteau in Le Figaro a proposito dell'"indimenticabile" Nouveau-Cirque di cui i "vecchi parigini non hanno perso la memoria".
Ha ispirato Samuel Beckett per tratteggiare lo schiavo Lucky in Aspettando Godot.
La storia della sua vita è raccontata nel film di Roschdy Zem, intitolato Mister Chocolat, del 2016.